# Aloe glabrescens
Aloe glabrescens är en grästrädsväxtart som först beskrevs av Gilbert Westacott Reynolds och Bally, och fick sitt nu gällande namn av Susan Carter och Brandham. Aloe glabrescens ingår i släktet Aloe och familjen grästrädsväxter. Inga underarter finns listade i Catalogue of Life.